# Salm Nou
El comtat de Salm Nou fou ua jurisdicció feudal del Sacre Imperi Romanogermànic formada el 1163 quan el comte Enric va decidir viure als Vosgues i cedir a la seva germana i cunyat l'antic comtat (Salm Antic). Aquestes terres dels Vosges les havia adquirit el comte Herman II (vers 1088-1135) per matrimoni.
El 1246 el comtat de Salm Nou es va dividir en Salm Nou o Salm-Vosges i Salm-Blankenburg. La línia sènior de Salm Nou o Salm-Vosges va continuar fins al 1431 quan es va partir en Salm-Vosgues (Salm Nou) i Salm-Badenweiler.
El 1416 Salm-Vosges va passar per herència al comte del Rin (ringravi); entre 1455 i 1475 la branca de Salm-Reifferscheid-Bedburg i els ringravis van litigar sobre el comtat que finalment va passar als ringravis (i wildgravis) el 1475; llavors van anomenar al seu feu wild i ringraviat de Salm Nou o d'Alt Salm.
Aquest feu es va dividir el 1499 en dos entitats: el wild i ringraviat de Salm-Kyrburg i el wild i ringraviat de Salm-Dhaun.